# Menhir de Aspradantes
El menhir de Aspadrantes es un monumento prehistórico en el municipio de Vila do Bispo, en la región del Algarve, en el sur de Portugal.

## Descripción e historia
El monumento se encuentra cerca del pueblo de Hortas do Tabual, en la antigua parroquia de Raposeira. Se encuentra en lo alto de un pliegue del terreno, a unos 95 m de altura, junto a la Ribeira de Vale Pocilgão, a unos dos kilómetros de la costa.
Consiste en un menhir erecto, de forma subcilíndrica, tallado en piedra caliza blanca de la región. Mide unos dos metros de altura desde el suelo, aunque originalmente era más alto ya que la parte superior ha sido amputada, y mide aproximadamente 1,25 por 0,63 m en los dos ejes más gruesos. Está muy fracturado en los volúmenes mesial y distal. Forma parte de un alineamiento de noroeste a sureste, junto con tres monolitos de un metro de altura cada uno. El primero se ubica a 7,25 m del menhir, y tiene forma globular plana, destacando pequeños orificios –cazoletas– en su superficie superior. El segundo se encuentra a unos 4,20 m del primero y el tercero a una distancia similar.
Probablemente fue erigido durante el período neocálcolítico. El menhir fue objeto de trabajos arqueológicos en 1987, como parte del programa Estudio Arqueológico del Algarve, y en 1989, como parte del Estudio Arqueológico del Área de Paisaje Protegido del Suroeste del Alentejo y Costa Vicentina. Fue catalogado como Bien de Interés Público por Decreto n.º 26-A / 92, de 1 de junio.